# Karel Kovařovic
Karel Kovařovic (Praga, 9 de diciembre de 1862-Praga, 6 de diciembre de 1920) fue un compositor y director de orquesta checo.

## Vida
De 1873 a 1879 estudió clarinete, arpa y piano en el Conservatorio de Praga. Comenzó su carrera como arpista. En 1900 Kovařovic se convirtió en el director de orquesta del teatro nacional de Praga, debido principalmente al éxito de su ópera Los cabeza de perro, a partir de la novela del mismo nombre (basada en la vida de Jan Sladký Kozina) por Alois Jirásek. Su participación en el Teatro Nacional duró veinte años, hasta el año 1920. Compuso siete óperas.
Kovařovic es recordado hoy en día por las revisiones que ha realizado a Jenůfa de Leoš Janáček para su estreno en Praga, y su versión de la ópera fue escuchado durante muchos años.
Existe una grabación de Los cabeza de perro, con Beno Blachut.

## Composiciones

### Orquesta
- 1880 Předehra veseloherní (obertura cómica)
- 1883 Únos Persefony, poema sinfónico
- 1887 Concierto en fa menor, para piano y orquesta, op. 6[2]
- 1892 Předehra dramatická (Espectacular obertura)
- 1900 Fantasía sobre la ópera "Prodaná nevěsta" de Bedřich Smetana
- Dos suites de ballet
- Gavotta, para violín y cuarteto de cuerda, op. 4
- Havířská polka (Polka de los mineros) de la obra teatral «La excursión del Sr. Brouček a la exposición (1894)
- Valčík (vals), para orquesta de cámara

### Obras para banda de viento
- 1911 Lustspiel Ouverture
- 1914 Vzpomínky
- Havířská polka

### Teatro

#### Óperas
| Años compuesto | título                                                | actos                     | estreno                                               | libreto                                                              |
| -------------- | ----------------------------------------------------- | ------------------------- | ----------------------------------------------------- | -------------------------------------------------------------------- |
| 1882-1883      | Ženichové (Los novios)                                | 3 actos                   | 13 de mayo de 1884, Praga, Praga, Teatro Nacional     | Antonín Koukl después de Simeón Karel Macháček                       |
| 1885           | Cesta oknem (El camino a través de la ventana), op. 4 | 1 acto                    | 11 de febrero de 1886, Praga, Praga, Teatro Nacional  | Emanuel František Züngel, después de Eugène Scribe y Gustave Lemoine |
| 1890-1891      | Noc Šimona un Judy (La Noche de San Simón y Judas)    | 3 actos                   | 5 de noviembre de 1892, Praga, Teatro Nacional        | Karel Šípek después de Pedro Antonio de Alarcón                      |
| 1891           | Edip král (Edipo Rey)                                 | 3-ley de la ópera-parodia | 19 de marzo de 1894, Praga Žofín Hall                 | De agosto de Adalberto Nevšímal después de Sófocles                  |
| 1895-1897      | Psohlavci (Los cabeza de perro)                       | 3 actos, 6 Escensar       | El 24 de abril de 1898, Teatro Nacional de Praga      | Karel Šípek después de Alois Jirásek                                 |
| 1898-1901      | Na Starém bělidle (En el antiguo blanqueador)         | 4 escenas                 | 22 de noviembre de 1901, Praga, Teatro Nacional       | Karel Šípek después deBožena Němcová                                 |
| 1905           | Slib (La Promesa)                                     | Prólogo sólo              | 9 de diciembre de 1921, Praga, Praga, Teatro Nacional | Karel Šípek después de R Zamrzla                                     |

#### Ballet
| Compuesta en | título                                                                | actos              | estreno                                                       | libreto         | coreografía      |
| ------------ | --------------------------------------------------------------------- | ------------------ | ------------------------------------------------------------- | --------------- | ---------------- |
| 1884         | Hašiš                                                                 | 1 acto, 2 escenas  | 20 de junio de 1884, Praga, Teatro Nacional (Národní divadlo) |                 | Václav Reisingra |
| 1889         | Pohádka o nalezeném štěstí (Cuento de hadas de la fortuna encontrada) | 3 actos, 7 escenas | 8 de abril de 1889, Praga, Teatro Nacional (Národní divadlo)  | Augustin Berger |                  |
| 1889         | Královničky (La reina)                                                |                    |                                                               |                 |                  |
| 1889         | Sedm havranů (Siete cuervos)                                          |                    |                                                               |                 |                  |
| 1909         | Na Záletech (asuntos de amor)                                         | 10 scènes          | 1909, Praga                                                   |                 | A. Viscusi       |

#### Música incidental
- 1918 Loutkářův sirotek, melodrama, texto deSvatopluk Čech "Ve stínu lípy"
- Cerro kolovrat, melodrama con texto de Karel Jaromír Erben

### Música vocal

#### Obras corales
- 1890 Královničky; staré obřadné tancia moravské se zpěvy, para las mujeres (SSAA) en piano (de armonio)

#### Canciones
- 1880 Osmero písní, para soprano y piano, op. 1
- 1885 Tři žertovné písně (Tres canciones de humor)
- 1887 Jarní květy (Flores de primavera), para soprano y piano, op. 7
- 1892-1893 Čtyři písně (Cuatro canciones), op. 18
  1. Der Abendstern, con texto de August Heinrich Hoffmann von Fallersleben
  2. Gottes Nähe
  3. Frühlings Mahnung, con texto de August Heinrich Hoffmann von Fallersleben
  4. Im Arm der Liebe schlummre ein, con  texto de Georg Scheurlin
- 1897-1898 Dvě písně (Dos canciones), para soprano o tenor y piano
- 1915 Slovácká píseň, para voz y piano, con texto de Ema Destinnová
- 1919 Svítání (Aurora), para voz y orquesta, con texto de Vojtěch Martínek

### Música de cámara
- Cuarteto de cuerda n.º 1 (1885)
- Cuarteto de cuerda n.º 2 (1887)
- Cuarteto de cuerda n.º 3 (1889)
- Romance para violín y piano, op. 2

### Obras para piano
- 1885 Co ti a napadá, polka
- 1910 Deux valses,
- 1910 Polka
- 1910 Deux mazurkas
- Čtverylka, cuadrilla
- Národní tancia
  1. Pasačka
  2. Starodávný
  3. Holuběnka
- Naše patria, fantasía